# Big (série de televisão)
Big (hangul: 빅; rr: Big)  é uma série de televisão sul-coreana exibida pela KBS2 em 2012, estrelada por Gong Yoo e Lee Min-jung.

## Enredo
Gil Da-ran é uma professora substituta tentando obter sua certidão. Ela está noiva de um gentil e bonito médico, Seo Yoon-jae. Tudo parece um conto de fadas virando realidade até que, pouco antes do casamento, Yoon-jae fica inexplicavelmente distante. No meio disso, Da-ran conhece um estudante transferido dos Estados Unidos que tem 18 anos, Kang Kyung-joon, que se mostra rude perante todos, exceto Da-ran. Quando Yoon-Jae vai ao encontro de Da-ran para explicar os motivos da sua estranha frieza, ele e Kyung-joon, com sua motorizada, envolvem-se num acidente, em que ambos, para evitar uma colisão, dirigem para a água. Yoon-jae, depois de conseguir se liberar do carro, tenta salvar Kyung-joon, mas Yoon-jae morre e Kyung-joon fica em coma. Na morgue, Kyung-joon acorda no corpo de Yoon-jae.

## Elenco

### Elenco principal
- Gong Yoo como Seo Yoon-jae / Kang Kyung-joon
- Lee Min-jung como Gil Da-ran
- Bae Suzy como Jang Mari
- Shin Won-ho como Kang Kyung-joon
- Baek Sung-hyun como Gil Choong-shik, irmão de Da-ran
- Jang Hee-jin como Lee Se-young

### Elenco de apoio
- Kim Seo-ra como Ahn Hye-jung, mãe de Yoon-jae
- Ahn Suk-hwan como Gil Min-kyu, pai de Da-ran
- Yoon Hae-young como Lee Jung-hye, mãe de Da-ran
- Jo Young-jin como Seo In-wook, pai de Yoon-jae
- Choi Ran como Kim Young-ok, vice-diretor
- Moon Ji-yoon como Na Hyo-sang, professor de educação física
- Shin Ji-soo como Lee Ae-kyung, professor de matemática e amiga de Da-ran
- Jang Hyun-sung como Kang Hyuk-soo, tio de Kyung-joon
- Go Soo-hee como Lee Kyung-mi, tia-de-lei de Kyung-joon
- Im Ji-eun como Kang Hee-soo, mãe de Kyung-joon
- Lee Hee-jin como a noiva (camafeu, episódio 1)

## Trilha sonora
1. Because It's You (너라서) – Davichi
2. If You Love (사랑이라면) – Noel
3. One Person (한사람) – Huh Gak
4. Hateful Person (미운사람) – B2ST
5. Hey You – Venny
6. Some Days (어떤날) – Venny
7. I Feel So Weird (내가 좀 이상해) – Kim Ha-na
8. Tears Fall Again (눈물이 또 나요) – Park Sang-joon
9. I Still Love You (그래도 사랑해) – Bae Suzy
10. Because It's You (너라서) – Gong Yoo

## Classificações
| Episódio | Data de transmissão original | Audiência média | Audiência média              | Audiência média | Audiência média              |
| Episódio | Data de transmissão original | TNmS Ratings    | TNmS Ratings                 | AGB Nielsen     | AGB Nielsen                  |
| Episódio | Data de transmissão original | Em todo o país  | Região Metropolitana de Seul | Em todo o país  | Região Metropolitana de Seul |
| -------- | ---------------------------- | --------------- | ---------------------------- | --------------- | ---------------------------- |
| 1        | 4 de junho de 2012           | 8.9%            | 10.4%                        | 7.9%            | 8.9%                         |
| 2        | 5 de junho de 2012           | 8.0%            | 9.7%                         | 7.4%            | 8.1%                         |
| 3        | 11 de junho de 2012          | 7.1%            | 8.4%                         | 8.4%            | 9.4%                         |
| 4        | 12 de junho de 2012          | 7.6%            | 8.9%                         | 7.9%            | 8.9%                         |
| 5        | 18 de junho de 2012          | 8.2%            | 10.1%                        | 8.0%            | 9.3%                         |
| 6        | 19 de junho de 2012          | 8.9%            | 11.1%                        | 8.3%            | 9.3%                         |
| 7        | 25 de junho de 2012          | 8.5%            | 9.7%                         | 8.9%            | 10.4%                        |
| 8        | 26 de junho de 2012          | 7.8%            | 9.2%                         | 7.9%            | 8.7%                         |
| 9        | 2 de julho de 2012           | 7.4%            | 7.8%                         | 8.1%            | 9.1%                         |
| 10       | 3 de julho de 2012           | 8.8%            | 9.8%                         | 8.1%            | 9.0%                         |
| 11       | 9 de julho de 2012           | 9.5%            | 10.5%                        | 9.2%            | 10.4%                        |
| 12       | 10 de julho de 2012          | 9.6%            | 11.0%                        | 8.9%            | 10.1%                        |
| 13       | 16 de julho de 2012          | 8.6%            | 9.2%                         | 8.2%            | 9.7%                         |
| 14       | 17 de julho de 2012          | 8.6%            | 9.4%                         | 7.8%            | 8.8%                         |
| 15       | 23 de julho de 2012          | 10.1%           | 10.2%                        | 9.7%            | 10.8%                        |
| 16       | 24 de julho de 2012          | 11.5%           | 12.0%                        | 11.1%           | 12.2%                        |
| Média    | Média                        | 8.7%            | 9.8%                         | 8.5%            | 9.5%                         |

## Prêmios e indicações
| Ano  | Prêmio                               | Categoria                                     | Recipiente              | Resultado |
| ---- | ------------------------------------ | --------------------------------------------- | ----------------------- | --------- |
| 2012 | 4th MelOn Music Awards               | Melhor trilha sonora                          | One Person – Huh Gak    | Indicado  |
| 2012 | 14th Mnet Asian Music Awards         | Melhor trilha sonora                          | One Person – Huh Gak    | Indicado  |
| 2012 | KBS Drama Awards                     | Prêmio de Excelência, Ator em uma minissérie  | Gong Yoo                | Indicado  |
| 2012 | KBS Drama Awards                     | Prêmio de Excelência, Atriz em uma minissérie | Lee Min-jung            | Indicado  |
| 2012 | KBS Drama Awards                     | Prêmio de Excelência, Atriz em uma minissérie | Bae Suzy                | Indicado  |
| 2012 | KBS Drama Awards                     | Melhor casal                                  | Gong Yoo e Lee Min-jung | Indicado  |
| 2012 | KBS Drama Awards                     | Melhor casal                                  | Baek Sung-hyun e Suzy   | Indicado  |
| 2012 | KBS Drama Awards                     | Prêmio de Popularidade                        | Suzy                    | Venceu    |
| 2013 | 49th Baeksang Arts Awards            | Mais popular atriz (TV)                       | Lee Min-jung            | Indicado  |
| 2013 | 49th Baeksang Arts Awards            | Mais popular atriz (TV)                       | Suzy                    | Indicado  |
| 2013 | 8th Seoul International Drama Awards | Melhor drama coreano                          | Big                     | Indicado  |
| 2013 | 8th Seoul International Drama Awards | Melhor ator coreano                           | Gong Yoo                | Indicado  |
| 2013 | 8th Seoul International Drama Awards | Melhor atriz coreana                          | Lee Min-jung            | Indicado  |
| 2013 | 8th Seoul International Drama Awards | Melhor trilha sonora                          | Hateful Person – B2ST   | Indicado  |
| 2013 | 8th Seoul International Drama Awards | Melhor trilha sonora                          | One Person – Huh Gak    | Indicado  |